# Blüchermuseum Kaub

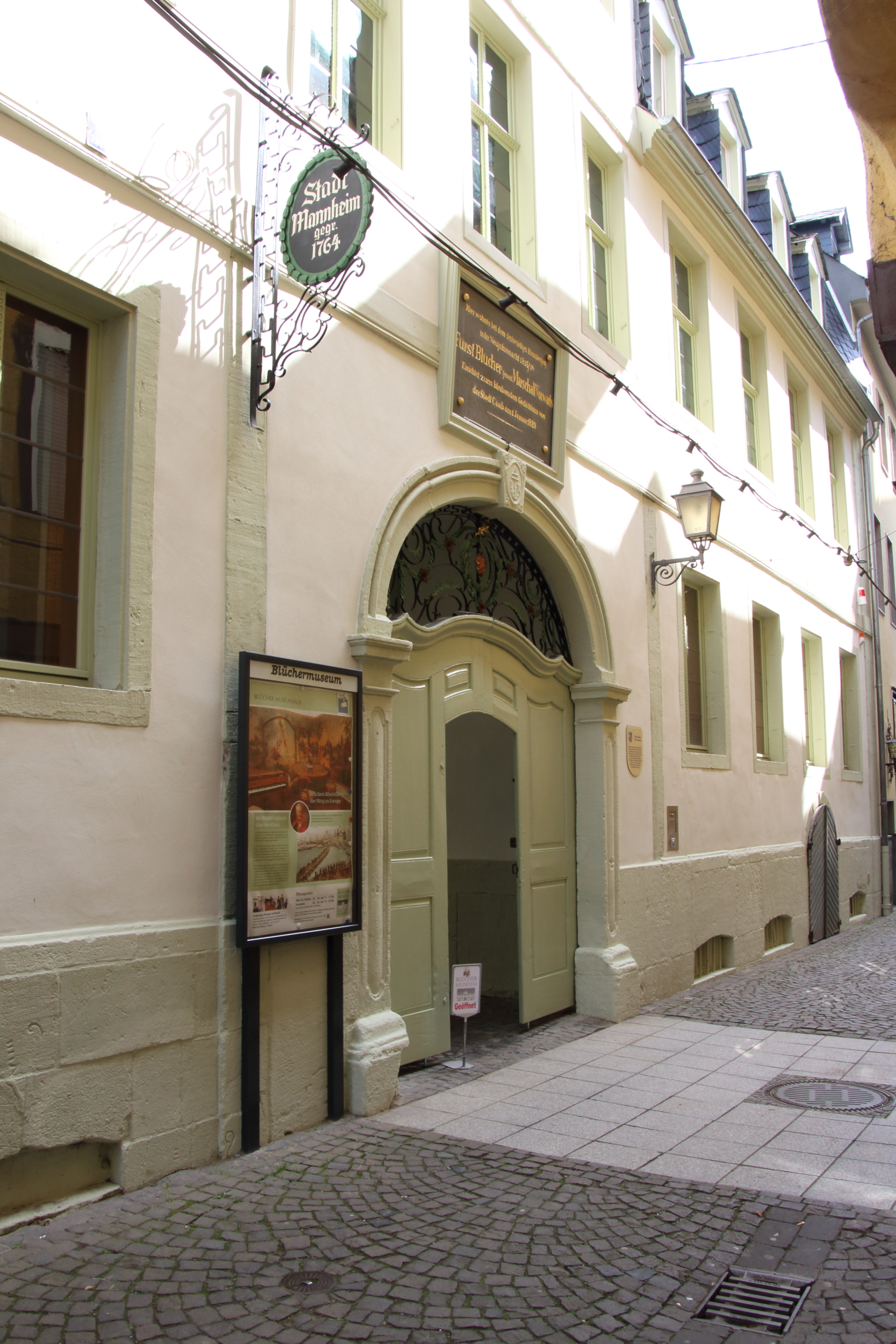
Blüchermuseum Kaub

Das Blüchermuseum Kaub ist ein von der Stadt Kaub am Rhein getragenes Museum, das ehrend an den preußischen Generalfeldmarschall von Blücher erinnert, der sich in den Befreiungskriegen gegen Napoleon ausgezeichnet hatte. Das Museum ist in einem Kulturdenkmal der Stadt, dem ehemaligen Gasthaus „Zur Stadt Mannheim“, einem 1780 errichteten Barockbau untergebracht, in dem sich damals Blüchers Hauptquartier bei seiner historischen Rheinüberquerung befand.
Koordinaten: 50° 5′ 14″ N, 7° 45′ 49,4″ O

## Rheinübergang
Unter Blüchers Kommando überquerten in der Neujahrsnacht auf 1814 (Vorhut in Nachen) und innerhalb von nur fünf Tagen ab dem 2. Januar auf einer Pontonbrücke rund 50.000 Soldaten, 15.000 Pferde und 182 Geschütze der Schlesischen Armee von Kaub aus den Rhein und drängten im weiteren Verlauf ihres Vormarsches die nach der Völkerschlacht bei Leipzig geschwächten napoleonischen Truppen immer weiter zurück.

## Museum
Diesem Rheinübergang widmet das Museum ein großes Zinnfiguren-Diorama. Auch sonst wird das Ereignis mit zeitgenössischen Erinnerungsstücken, Bildern und Schautafeln umfassend dargestellt. Die Sammlung von Militaria hat europäischen Rang.
Die damals von Blücher genutzten Räume mit ihren historischen Möbeln, Leinwandtapeten und Kachelöfen sind praktisch unverändert erhalten. Blücher nutzte damals die Privaträume der Familie Külp (Kilp), in deren Eigentum sich der Gasthof Stadt Mannheim befand.
Eingerichtet wurde das Museum im Vorderhaus des ehemaligen Gasthofes zum hundertjährigen Jubiläum der Rheinquerung 1913 auf Initiative des großen Blücherverehrers Werner Teschemacher aus Bad Ems, der auch Exponate beisteuerte.

## Anwesen
Kommerzienrat Johann Daniel Kilp hatte den Gasthof Stadt Mannheim im Jahr 1780 errichten lassen als vornehmes, aus 11 Achsen bestehendes Barockpalais von dem kurpfälzischen Hofbaumeister Franz Wilhelm Rabaliatti, einem Schüler von Alessandro Galli da Bibiena. Ergänzt wurde es 1792 durch eine hufeisenförmige Hofanlage, die teilweise in den Schieferfelsen hineingebaut wurde. Dort wurden Speicher, Lagerräume und Pferdeställe errichtet. Im Gasthof übernachteten vor allem Schiffer, die darauf warten mussten, die Zollstation an der Kauber Pfalz passieren zu dürfen.